# Seona (Donja Motičina)
Pour les articles homonymes, voir Seona.
Seona est un village de la municipalité de Donja Motičina (Comitat d'Osijek-Baranja) en Croatie. Au recensement de 2011, le village comptait 405 habitants.